# Josip Pazman
Mons. dr. Josip Pazman (Pakrac, 18. veljače 1863. – 5. prosinca 1925.) je bio hrvatski svećenik, teolog, filozof, sveučilišni profesor i političar. Poznavao je nekoliko jezika. Osim materinskog hrvatskog znao je latinski, talijanski i njemački.
Poznati je hrvatski kanonist, poznavatelji i prevoditelj kanonskog prava. Uz imena kao što su fra Ante Crnica, Franjo Herman, Matija Belić, Josip Šalković, Nikola Škalabrin, Mato Mićan spada među najveće hrvatske kanoniste.

## Životopis

### Školovanje
Rodio se u Pakracu 1863. godine. U Pakracu je išao u pučku školu. Gimnaziju je pohađao u Požegi. Zadnje razrede gimnazije je završio u gimnaziji u Nadbiskupskom sjemeništu u Zagrebu. Nakon što je maturirao 1883. godine, otišao je u Rim na kolegij Germanico-Hunagricum pri papinskom sveučilištu Gregoriani. Ondje je odslušao filozofiju i teologiju. Prvu je doktorirao 1887., a drugu 1890. godine. Nakon toga je diplomirao i crkveno pravo. Kao student rješavao je zadane slučaje casus constientiae. Za rimskog je razdoblja uvidio važnost Marijine kongregacije za odgoj katoličke mladeži. Stoga je sedam poslije završetka studija osnovao Marijinu kongregaciju za učenike zagrebačke gornjogradske gimnazije, a njegov kasniji suradnik Fran Barac dvije godine poslije njega je osnovao isto za učenike požeške gimnazije.

### Rad u hrvatskim školama
Nakon završetka studija iste 1890.  vratio se u Hrvatsku. Ondje je predavao klasičnu filologiju u Zagrebu na Nadbiskupskom liceju. Sljedeće godine postao je nadstojnikom klerika u Nadbiskupskom sjemeništu. Vladinom odlukom 1892. je povjerenikom za nižu realku. Nakon dvije godine je suplentom na katedri moralnog bogoslovlja zagrebačkog Bogoslovnog fakulteta. 1896. postaje izvanrednim profesorom na istoj katedri. Pazmanov kvalitetni rad privukao je pozornost crkvenih vlasti. Zagrebački nadbiskup Juraj Posilović ga je imenovao 1899. prosynodalnim eksaminatorom kod ispita za kuratni kler. Drugu polovicu ovog desetljeća bio je urednikom Glasnika sv. Josipa.

### Ravnanje Zavodom sv. Jeronima
1900. je opet u Rimu, gdje je postao ravnateljem Zavoda sv. Jeronima. Dekretom ga je papa imenovao počasnim kanonikom i prepoštom ilirskog kaptola te upraviteljem gostinjca Svetojeronimskog zavoda.
Čim je došao na dužnost, nije gubio vrijeme, nego je pošao raditi za hrvatsku stvar. Hrvatski biskupi i nadbiskup su ga opunomoćili podnijeti nacrt za papinsku bulu. Njime se je trebalo ukinuti kaptol svetojeronimske crkve i osnovati Hrvatski zavod u Rimu. Nacrt koji je podnio sadržavao je nacrt statuta Zavoda. Pazman je to podnio kardinalu Vannutelliju. Pazmanov nacrt papa Lav XIII. je prihvatio. Sljedeće 1901. godine objavio je apostolsko pismo Slavorum gentem. Kaptol je ukinuo, a hrvatski je narod dobio svećenički zavod od bivšeg gostinjca.
Ovaj uspjeh je izazvao međunarodni problem. Države koje su imale pretenzije na hrvatske zemlje i baštinu su reagirale. Austrijske, talijanske i ugarske vlasti su pobjesnile, a nezadovoljnim se našao i crnogorski knez. Krenuli su politički i diplomatski pritisci. Radi onemogućenja provedbe ove crkvene stvari, velike su sile nasilno ometale posjed. Zadiranje svjetovnih vlasti u crkvene stvari nije bila neobična stvar u ono vrijeme. Tih su se desetljeća Austrija, Italija i Ugarska izrazito bojale buđenja, konsolidiranja i povezivanja slavenskog svijeta, posebice Hrvata s ostalim Južnim Slavenima i jačanja utjecaja Rusije u tom području, pa su tako istisnule učenje glagoljice i hrvatske ćirilice iz crkvenih škola (sam Pazman je argumentirao za uporabu glagoljice u bogoslužju), u izrazito hrvatskim mjestima ukidali su bogoslužja na hrvatskom jeziku te prekrajali crkvene pokrajine na način da bi ih izuzeli iz hrvatskih crkvenih jedinica i podredili ih nadbiskupijama u svojim zemljama, sve radi grabeži nad hrvatskim zemljama. Zbog takvih su akcija hrvatski katolički vjernici bili prisiljeni na očajničke buntovne poteze, kao što su prijetnje prelaskom na grčko-istočno kršćanstvo, što se demonstrativno i dogodilo u nekim krajevima. Posljedica ovih pritisaka je bila da su ti svjetovni pritisci urodili revidiranjem crkvene stvari, rečenog apostolskog pisma. Pored ostalog, uklonjen je atribut "hrvatski" iz imena Zavoda. Pazman nije posustao, nego je bio uporan. Zbog svega toga našao se u teškom položaju. Talijanske su ga vlasti smatrale nepoželjnim strancem te su ga namjeravale prognati. Stoga se nešto prije prosinca 1901. vratio u Hrvatsku, u Zagreb. Svjedočanstvo iz tih vremena su njegovo dopisivanje s publicistom Šimom Mazzurom i članci u Obzoru. 
Radi branjenja hrvatskog prava na taj Zavod, pripremao se i za obračun sudskim putem. Ishod njegove borbe nije bio siguran. Situaciju je opisao kao "gadnu i nepravednu otimačinu". Financijski su ga pomogli nadbiskup Juraj Posilović, biskup Josip Juraj Strossmayer i kaptol đakovački i biskup, Prva hrvatska štedionica te inih drugi hrvatski domoljubi i rodoljubi, a dobio je brojne brzojavke u kojima su mu izrazili potporu.
U Rimu je ostao do 1902. godine.

### Povratak u Hrvatsku
Pritisci su se nastavili nakon povratka u Hrvatsku gdje je namjeravao nastaviti u prosvjetnom radu. Iako ga je narod dočekao kao junaka, banske su ga vlasti (ban je bio Károly Khuen-Héderváry) optužile da se "ogriješio o subordinaciju dužnu najvišoj nastavnoj oblasti", nisu mu dali tromjesečni dopust itd. Potom je predavao moralno bogoslovlje na Bogoslovnom fakultetu u Zagrebu.
1904. preuzeo je uređivanje Katoličkog lista. 1905. je osnovao Hrvatsko katoličko tiskovno društvo na dionice. Bio je suosnivačem Katoličkog kasina. 1907. je bio među onima koji su uredili Hrvatsko katoličko tiskovno društvo. Tijekom uređivanja je kao posebni prilog tog lista 1910. pokrenuo Bogoslovsku smotru u suradnji s Edgarom Leopoldom. Prve dvije godine su pokretači ujedno i urednici časopisa.
1910. je izabran u Hrvatski sabor kao zastupnik kotara Nove Gradiške, kao zastupnik frankovačke Stranke prava.
Nazočio je sjednici od 4. listopada 1911. koja se je održala u Zagrebu, a koja je okupila predstavnike pokrajinskih pravaških stranaka, na kojoj je uspostavljena Vrhovnu upravu ujedinjene Stranke prava za sve hrvatske zemlje. Pazmana su izabrali za rizničara Vrhovne uprave Svepravaške organizacije.
Uređivanje Katoličkog lista završio je 1912. Nakon toga obnašao je dužnost rektora Sveučilišta u Zagrebu do 1913. godine. Od III. Godišta (1912.) uređuju Bogoslovsku smotru profesori Pazman i Fran Barac sve do 1919. godine.
Nakon što je izbio prvi svjetski rat, bio je aktivan u saborskim raspravama. Na raspravi od veljače 1916. je podupro planove podmaršala Conrada von Hötzendorfa. U istoj raspravi je rekao za jugoslavensko pitanje da se može riješiti ili pobjedom hrvatske državnopravne nacionalne misli ili srpske nacionalne misli. Sam Pazman se izjasnio za "uskrsnuće Hrvatske na razvalinama velikosrpskih osnova". Kad su se predstavnici svih hrvatskih, srpskih i slovenskih stanaka okupili sredinom svibnja 1917. godine na poziv Austrijskog političkog društva radi raspravljanja o jugoslavenskom pitanju, nazočili su i neki pravaši, među njima Pazman i Dragutin Šafar. Indikativno je da su na taj sastanak odbili doći Hrvatsko-srpska koalicija, Starčevićeva stranka prava te političari iz BiH. Pazman je naglasio da je važno da se ujedine Hrvati i Slovenci. Istakao je i pitanje Istre i Slovenskog primorja.
Pazman i još neki frankovci su poduprijeli vrhbosanskog nadbiskupa Josipa Stadlera koji se je usprotivio Svibanjskoj deklaraciji (30. svibnja 1917.) jugoslavenskog kluba zastupnika u Carevinskom vijeću, za razliku od jednog dijela hrvatskog katoličkog svećenstva.
Ni kad je uspostavljeno Narodno vijeće Slovenaca, Hrvata i Srba nije sudjelovao u njegovu radu. Pazman kao ni ini frankovci nisu bili pozvani u to vijeće, iako su bili značajnim u Hrvatskom saboru. Razlog je bio taj jer su ih optuživali da su do zadnjeg trena radili na tome da Austrija opstane - još 18. listopada 1918. bili su išli kod austrijskog cara.
Nakon rata list koji je uređivao, Bogoslovska smotra je zbog poratnih neprilika izašla samo u 2 broja i po tom prestala. 25. ožujka 1919. policija mu je došla u stan i uhitila ga bez ikakve pravne podloge, a po stanu mu izvršila premetačinu. U zatvoru je boravio do kraja veljače 1920. godine. Ondje je boravio sa Stjepanom Radićem i inim hrvatskim političarima.
Unutar te nepune godine dana nijednom nije bio izveden pred sud. Pritisci su se nastavili i poslije. Ostao je bez posla na sveučilištu jer su ga umirovili još te iste 1919. godine zbog njegovih političkih gledišta.
Po oslobođenju iz zatvora preživljavao je od mirovine i iznajmljivanja sobe. Obnašao je počasne dužnosti kao što su defensor matrimonii, promotor iustitiae, dijecezanski cenzor i druge. Od 1923. bio je župnikom u Zagrebu u župi sv. Petra. Bio je redovnim sudionikom konferencija sv. Vinka Paulskog. Papa ga je 1925. imenovao kućnim prelatom.
Umro je 1925. godine.
Napisao je Život Blažene Djevice Marije, presvete Matere Božje 1898. – 1899. u izdanju Družtva sv. Jeronima i Život sv. Josipa : po sv. pismu po predaji sv. otaca i po nekim piscima 1900. također u izdanju Društva sv. Jeronima. Velika je njegova rukopisna ostavština, no nije poznato kamo je nestala. Izvjesno je jedino da je sačuvan Zapisnika sjednica konferencije sv. Vinka Paulskog.
O Pazmanu su pisali Ivan Miklenić, Matija Berljak, Juraj Magjerec, Ivica Zvonar i drugi.

### Politički rad
Angažirao se i politički. Bio je pristašom zamisli o "potrebi fuzije hrvatskih kršćanskih socijala i ‘frankovačkih’ pravaša". Financijski je pomagao pravaške tiskovine.